# Dorogi Diófa SE
A Dorogi Diófa Sport Egyesület Dorog város női labdarúgó egyesülete, amely a 2013-2014-es bajnoki évadban bajnoki címet szerzett az NB II Keleti csoportjában. A sikeres osztályozót követően a csapat az első NB I-es évad végén bronzérmes lett, ám anyagi problémák miatt visszalépett a 2015-2016-os első osztályú szerepléstől, sőt jelenleg egyik osztályban sem indít csapatot. Az klub önálló egyesületként 2011-ben alakult. Megalakulásával egyben képviselője és tovább hordozója a több, mint négy évtizednyi múltra visszatekintő dorogi női labdarúgás tradícióinak.

## Története

### A kezdeti évek
Dorogon az 1960-as évek végén jelent meg a női futball, majd a kezdeti lelkesedést követően egy évtizednyi működést követően sorvadni kezdett, majd megszűnt a hivatalos keretek közötti működése. 1998-ban Dorogi SE néven újraszervezték a női csapatot, amely már a kezdetekben is szép sikereket ért el. Első hivatalos mérkőzésükre a Femina ellen került sor a Buzánszky stadionban, 1998 júniusában, a Dorog – Sopron NB I/B-és bajnoki meccs előmérkőzéseként, ahol tisztes helytállás mellett 3-1-re nyertek a vendégek. 1999-ben meghívásos alapon a kispályás női NB I-es bajnokságban szerepeltek. 2005-ben Dorog SAME SE néven futottak tovább, majd a 2006-ban beléptek a Dorogi Egyetértés SE soraiba, nevük pedig Dorogi ESE-SAME névre változott. A 2006-2007-es évadban a Komárom-Esztergom megyei bajnokságban második helyezést értek el Klotz Tamás edző irányításával, majd a 2007-2008-as évben bajnoki címet nyertek. A 2008-2009-es szezonban az NB II Nyugati csoportjában szerepeltek, ahol a 7. helyen végeztek. A 2009-2010-es szezont Varga János irányításával játszották és az 5. helyet szerezték meg. Ugyan ebben az esztendőben az FSV Sevinghausen női labdarúgócsapat meghívására, Németországban vettek részt egy nemzetközi tornán, ahol a 2. helyen végeztek. A következő évben átkerültek a másodosztály keleti csoportjába, ahol Haraszti János vette át a csapatot, és újra az 5. helyen sikerült végezniük. Ebben az évben már U15-ös csapatot is indítottak Klotz Tamás edző vezetése mellett. A felnőttek mellett az ifjúsági csapat is az NB II-ben szerepel.
2011-2012-ben szintén Haraszti János irányításával az egy csoportos NB II-ben a 8. helyen végeztek. A 2012-2013-as évadban Medgyes Péter vezető edzővel a 4. helyen végeztek. Az új évadtól Medgyes edző az MTK csapatát vezette tovább, helyét az egykori dorogi labdarúgó, Szabados György vette át. Az utánpótlás csapatot Heindrich Tibor edző vezeti, Klotz Tamás pedig az egyesület elnöke lett. Feltétlenül említést érdemel a játékosok közül Pokorni Gáborné, Holicska Béláné, Farda Zsuzsa és Németh Krisztina, akik az 1998-as újra alakulástól kezdve mintegy másfél évtizeden át a csapat gerincét képezve, a gárda oszlopos tagjai voltak. Pokorni Gáborné a dorogiak leggólerősebb és egyik legkiemelkedőbb játékosa volt, aki megjárta az NB I-et is.

### A legmagasabb osztály felé

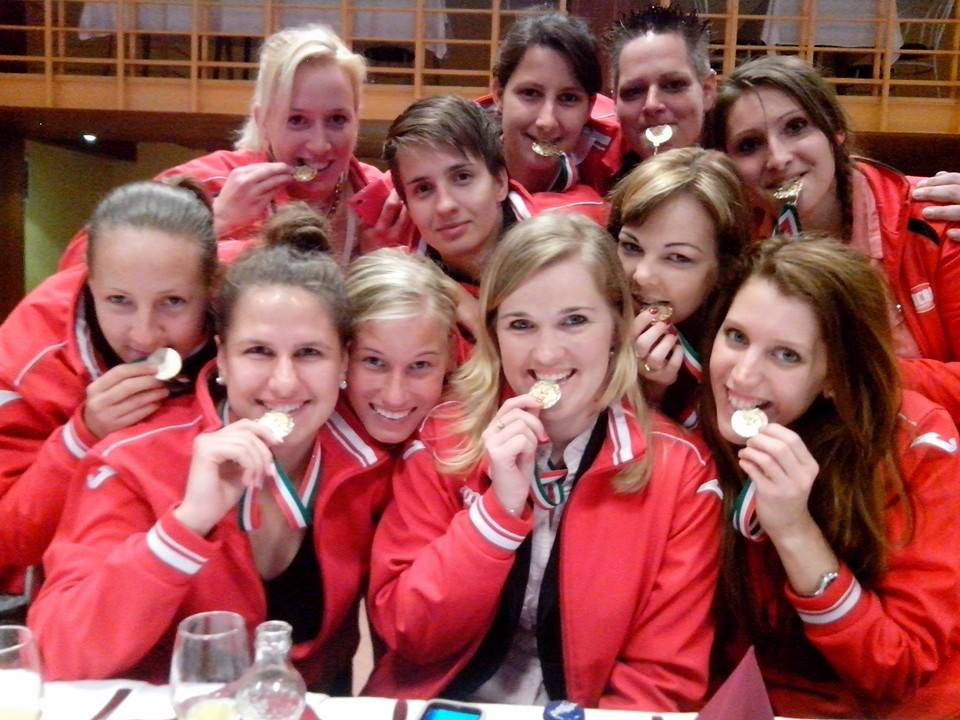
Dorogi lányok a bajnoki aranyérmekkel

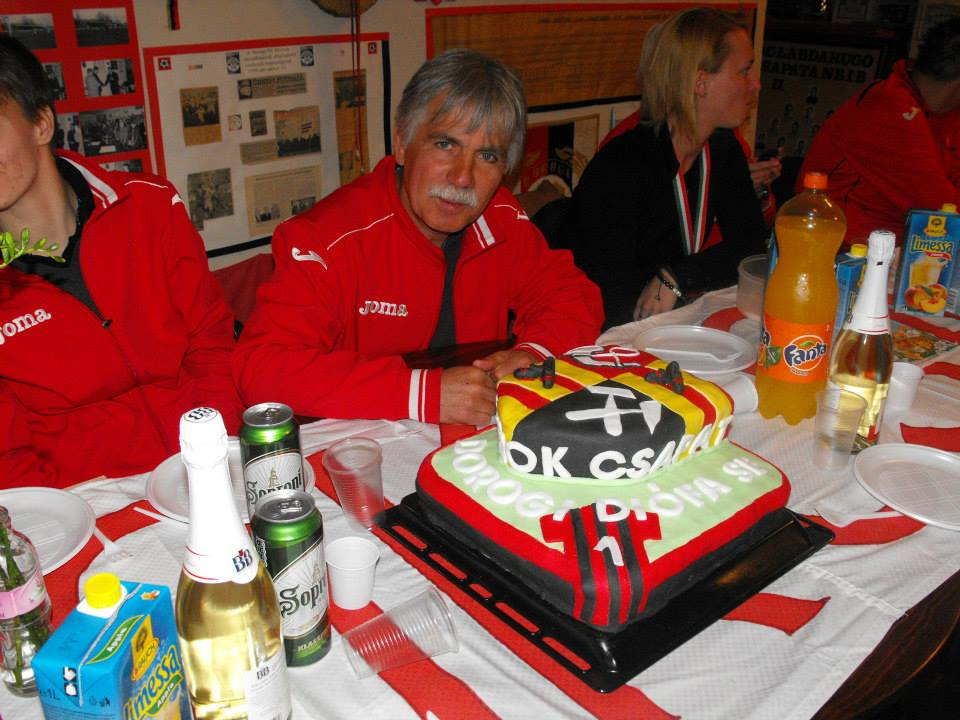
Szabados György vezetőedző a különleges Bajnoki tortával a bajnoki cím megünneplésére szervezett banketten a Dorogi Sportmúzeumban, 2014-ben

A 2013-2014-es év parádés időszak lett a dorogi női labdarúgás történetében. 100%-os teljesítménnyel és kimagasló gólkülönbséggel, néhány fordulóval a bajnokság befejezése előtt már bebiztosította bajnoki címét a dorogi csapat. A bajnokság mellett a Magyar Kupában is meneteltek és csak az MTK tudta megállítani őket az elődöntőben. A bajnokság megnyerését követően osztályozó mérkőzést játszott az NB I-be jutásért az NB II nyugati csoportjának bajnoka, a Zalaegerszeg ellen. Előbb Zalaegerszegen nyertek 3-1-re, majd a dorogi visszavágón 5-2-re, 2014. június 8-án. Kettős győzelemmel, 8-3 összesítéssel, történetében először jutott a legmagasabb osztályba.
A bajnok és NB I-be jutott dorogi csapat: Bakó Dóra, Farkas Katalin, Tenczel Csilla, Papp Petra, Csepregi Gabriella, Nagyova Dominika, Nagy Ágnes, Pintér Violetta, Gőbölös Gabriella, Koch Fruzsina, Andruskova Karina, Várkonyi Orsolya, Bárczi Klaudia, Cseh Katalin, Tari Tímea, Bakri Alexandra, Sándor Zita, Szepesi Sophie, Treszler Ramóna, Spóner Éva, Thier Bettina, vezetőedző: Szabados György. Az évadban Vesszős Mercédesz, mint az MTK kölcsönjátékosa is a csapat tagja volt, aki a tavaszi szezonban visszatért a fővárosi kék-fehérekhez.  Archiválva 2014. április 27-i dátummal a Wayback Machine-ben Archiválva 2014. április 7-i dátummal a Wayback Machine-ben

### Az első élvonalbeli évad

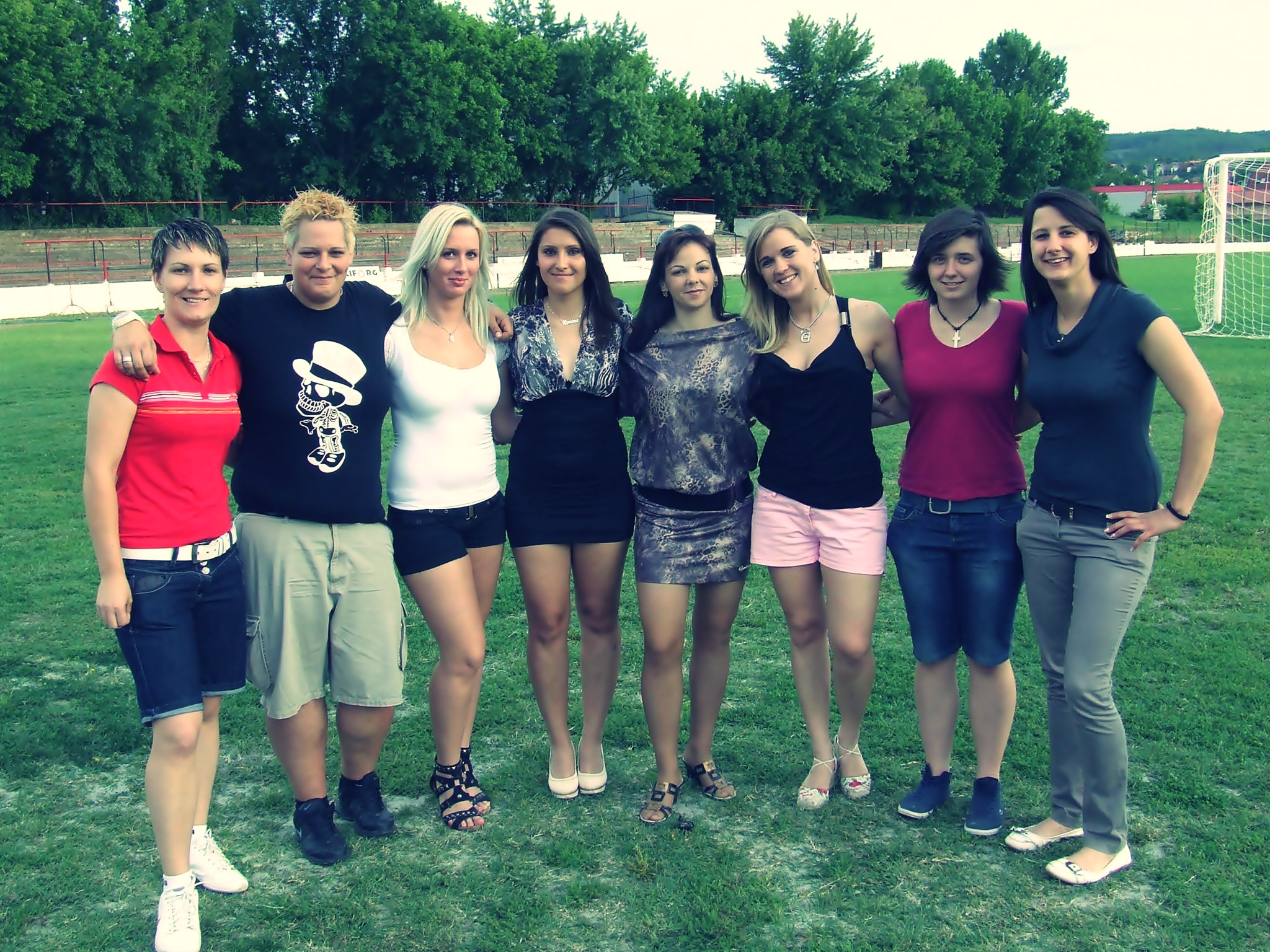
Dorogi hölgyek civilben – balról: Tenczel Csilla, Bakó Dóra, Papp Petra, Treszler Ramóna, Gőbölös Gabriella, Cseh Katalin, Szepesi Sophie és Bakri Alexandra – a Buzánszky stadionban

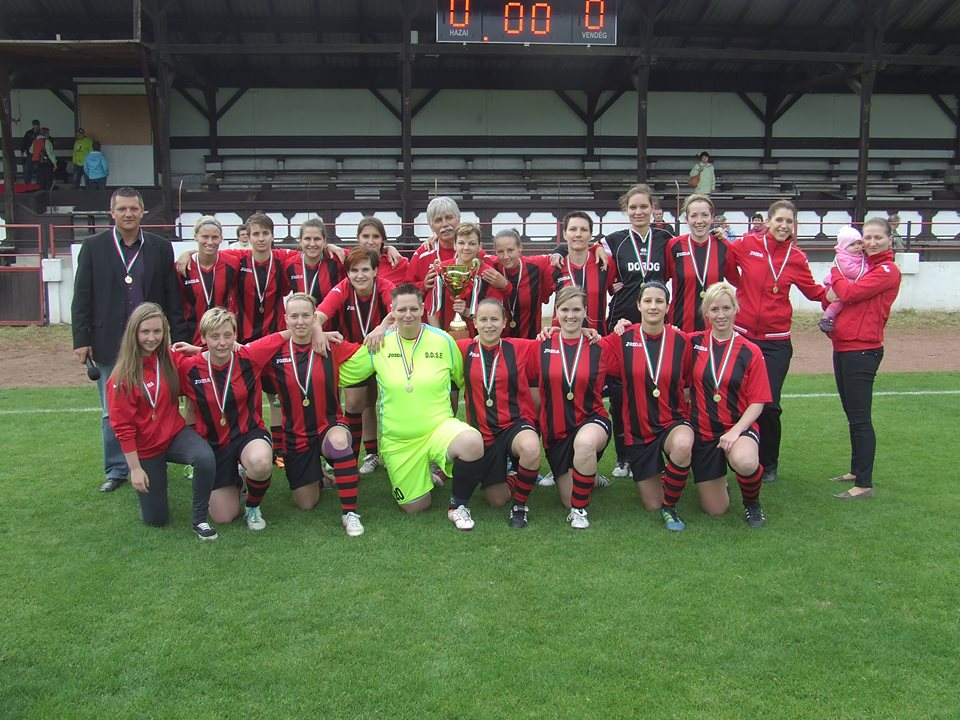
Az NB I-be jutott csapat. Felső sor balról: Klotz tamás elnök, Koch Fruzsina, Nagy Ágnes, Pintér Violetta, Karina Anduskova, Treszler Ramóna, Szabados György vezető edző, Gőbölös Gabriella, Csepregi Gabriella, Tenczel Csilla, Farkas Katalin, Tari Tímea, Kolkopf Zita masszőr. Első sor: Thier Bettina, Várkonyi Orsolya, Sándor Zita, Bakó Dóra, Dominika Nagyova, Cseh Katalin, Bárczi Klaudia és Papp Petra

Nagy volt a készülődés az újonc háza táján. Kis változásoktól eltekintve, gyakorlatilag együtt maradt a bajnokságot nyert csapat. A szakmai stábhoz csatlakozott Simonyi András menedzser. Az egyesület optimistán, de kellő óvatossággal a biztos bennmaradást tűzte ki célul. A sokszor próbált, évek óta együtt játszó csapatmag keretének megerősítésével kezdték az új idényre való felkészülést. Egy kezdő csapatra való játékost sikerült leigazolni. A megerősödött új keret a felkészülést, közte számos edző meccs alkalmán már együtt készülhetett. A nyár folyamán egy nívós tornán is részt vettek Zánkán, amelyet meg is nyertek. A várva várt NB I-es rajtra 2014. augusztus 24-én került sor, amelyre a következő keret vágott neki: Bakó Dóra, Papp Petra, Cseh Katalin, Gőbölös Gabriella, Farkas Katalin, Tenczel Csilla, Szepesi Sophie, Treszler Ramóna, Spóner Éva, Thier Bettina, Koch Fruzsina, Nagy Ágnes, Pintér Violetta, Andruskova Karina, Bárczi Klaudia, Ujvári Izabella, Torma Lilla, Tatai Krisztina, Benkő Mónika, Sándor Zita, Törteli Anikó, Zuzana Cupajova, Csintalan Vivien, Szilágyi Mariann, Nagy-Peti Kitti és Gali Ivett. Vezetőedző: Szabados György.
Az egyesület történetének legelső első osztályú mérkőzésére Szegeden került sor, a házigazda Szegedi AK Boszorkányok csapata ellen. Dorogi szempontból a mérkőzés számos emlékezetes és kiemelkedő momentumot hozott. Egyrészt, mindjárt győzelemmel mutatkoztak be a legjobbak között, ráadásul 5-1-re verték a hazaiakat. Az első NB I-es gólra mindössze 3 percet kellett várni, szerzője, Ujvári Izabella volt, aki a meccs hőse is lett, miután további gólokat szerezve, mesterhármast ért el. A dorogiak a következő összeállításban léptek pályára ezen a számukra történelmi mérkőzésen: Farkas Katalin – Törteli Anikó (Tenczel Csilla, 85.), Tatai Krisztina, Sándor Zita, Papp Petra – Benkő Mónika, Gőbölös Gabriella, Nagy-Peti Kitti (Pintér Violetta, 77.), Koch Fruzsina – Ujvári Izabella (Cseh Katalin, 88.), Nagy Ágnes. Gólszerzők: Szalai Á. (27.) ill.: Ujvári I. (3., 28., 61.), Koch F. (49.), Kardos B. (76., öngól). Az első fordulót követően a dorogiak a Ferencvárossal holtversenyben vezették a tabellát. A második fordulóban került sor a dorogiak első hazai NB I-es mérkőzésére, ahol az Újpest csapatát fogadták 300 néző biztatása mellett. Az újonc csapat ott folytatta, ahol az előző fordulóban abbahagyta, szinte lemásolva a Szeged elleni meccset. Ezúttal is 5-1-es győzelemmel rukkoltak elő és Ujvári Izabella megint mesterhármast ért el. Ezzel már egyedüliként vezették a tabellát. Végül a 4. helyen végeztek az ősszel.  Archiválva 2014. szeptember 3-i dátummal a Wayback Machine-ben  
A 2015-ös tavaszi szezonra való felkészülés átigazolásokkal kezdődött. A csapat gólzsákja és gazella gyorsaságú támadója, Ujvári Izabella Ausztriából kapott ajánlatot, amelyet elfogadott és az új szezontól az első ligás SKV Altenmarkt csapatában folytatta. Ugyanakkor többen is érkeztek a dorogi csapathoz, köztük a válogatott Fogl Katalin és az MTK erőssége, Pinczi Anita. Továbbá két színesbőrű játékos leigazolásával egészült ki a keret. Orji Gold Tochi Nigériából, Andisiwe Mgcoyi pedig Dél-Afrikából érkezett. Utóbbi, hazájának válogatottjával a londoni olimpia ezüstérmese. 

A tavaszi szezonban előbb magabiztosan jutottak a rájátszásban a felső házba, végül a dobogó harmadik fokára állhattak. A mindent eldöntő bronzmeccsen az Astra Hungary FC ellen oda-vissza megérdemelt győzelmet követően végeztek a 3. helyen. 2015 nyarán azonban szomorú tény állt elő, ugyanis a klub anyagi nehézségei miatt nem tudja az NB I-es szereplést vállalni, egyben egyik osztályban sem kívánja csapatát elindítani. Jelenleg csak az utánpótlás nevelés maradt aktív.

## Eredmények
- Bajnoki cím – 2013-14. NB II, 2007-08. Megyei osztály
- NB I-be jutás – Sikeres osztályozót követően, 2014
- Bajnoki ezüstérmes – 2006-07. Megyei osztály
- Sevinghausen nemzetközi kupa – Ezüstérmes, 2010
- XIV. Perskindol – Zánka női férfi kispályás torna – 1. hely, 2014
- Bajnoki bronzérmes – 2014-15, NB I.

## Neves játékosai
- Bakó Dóra
- Benkő Mónika
- Gőbölös Gabriella
- Fogl Katalin
- Koch Fruzsina
- Papp Petra
- Pintér Violetta
- Szarka Éva
- Tatai Krisztina
- Ujvári Izabella
- Várkonyi Orsolya
- Vesszős Mercédesz

### Válogatott játékosai
- Karina Andruskova
- Tatai Krisztina
- Vesszős Mercédesz
- Zuzana Cupajová
- Andisiwe Mgcoyi
- Fogl Katalin

### Légiós játékosai
- Karina Andruskova
- Dominika Nagyova
- Zuzana Cupajová
- Andisiwe Mgcoyi
- Gold Tochi Orji

## Szakmai stáb
- Vezetőedző:  Szabados György
- Utánpótlás edző:  Heindrich Tibor,  Gőbölös Gabriella
- Kapusedző:  Faragó László
- Ügyvezető:  Klotz Tamás
- Menedzser:  Simonyi András
- Sportmasszőr:  Kolkopf Zita

## Stadionja
A csapat a hazai mérkőzéseit a Buzánszky Jenő Stadionban játssza.

## Fotó galéria

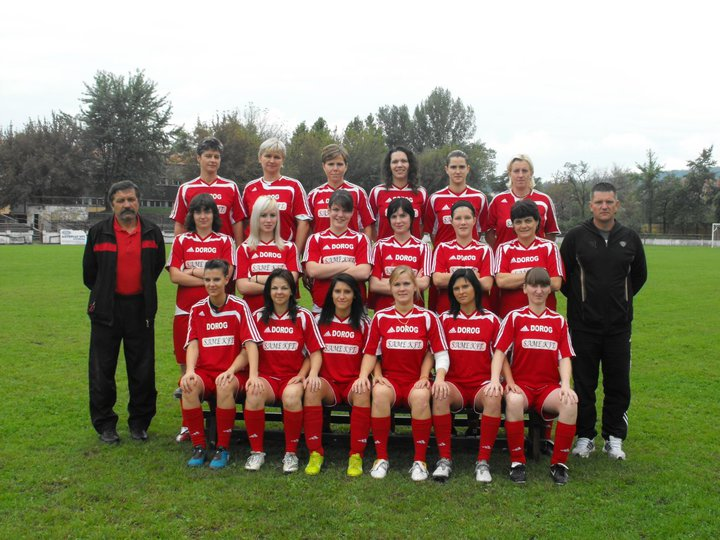
A dorogi csapat Haraszti János vezetőedzővel (bal szélen) és Klotz Tamással 2011-ben.
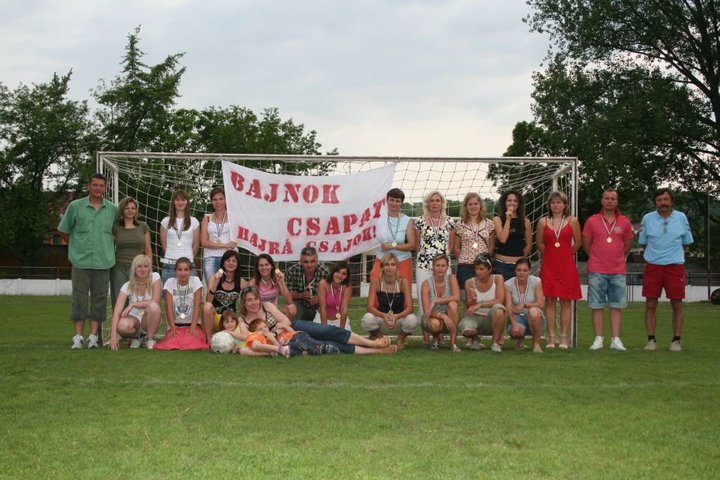
Bajnokcsapat 2008-ban
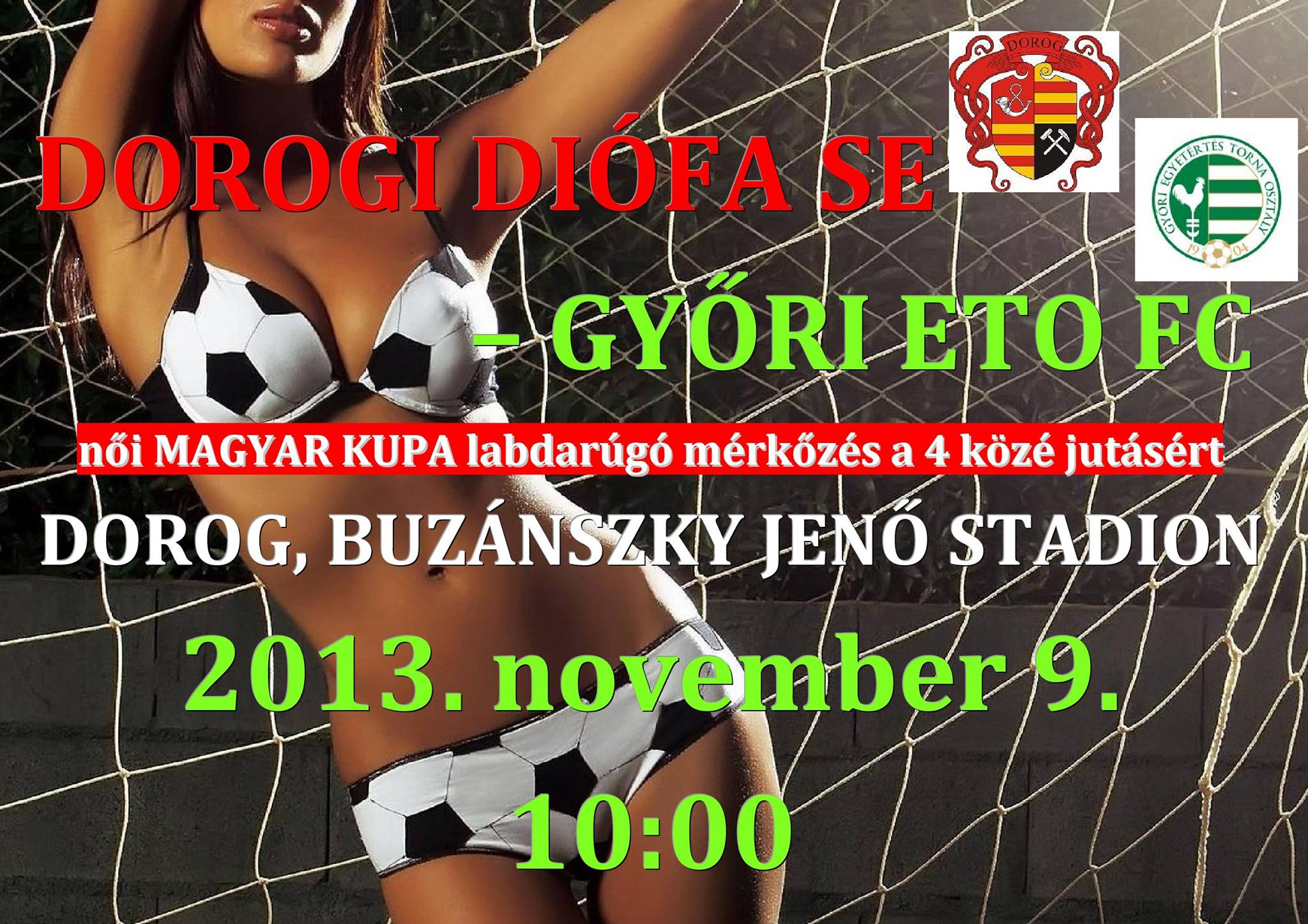
A Magyar Kupa negyeddöntő mérkőzés plakátja
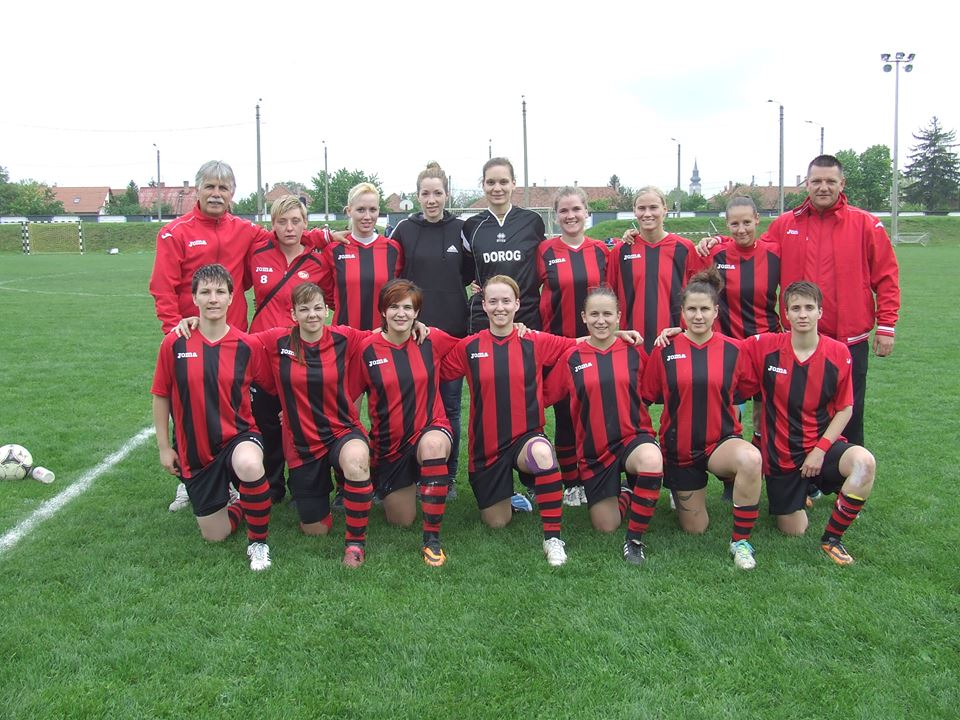
A 2013-14-es bajnokcsapat
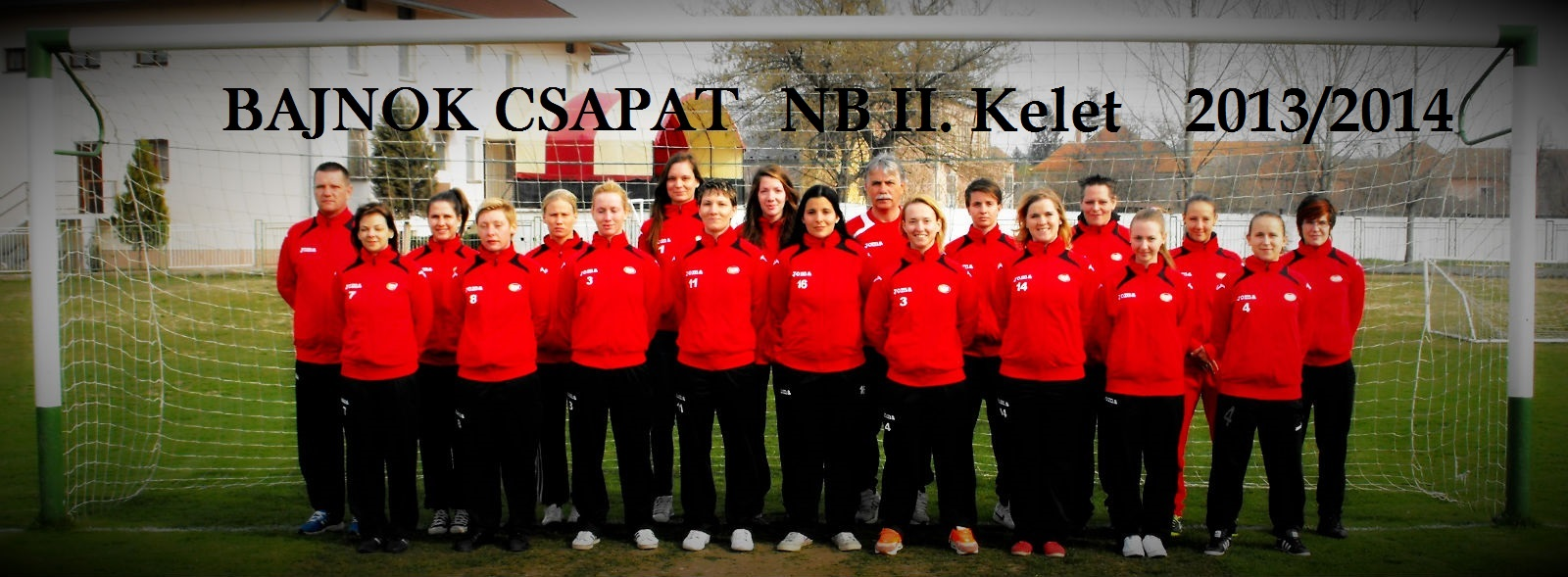
Bajnoki győztesek
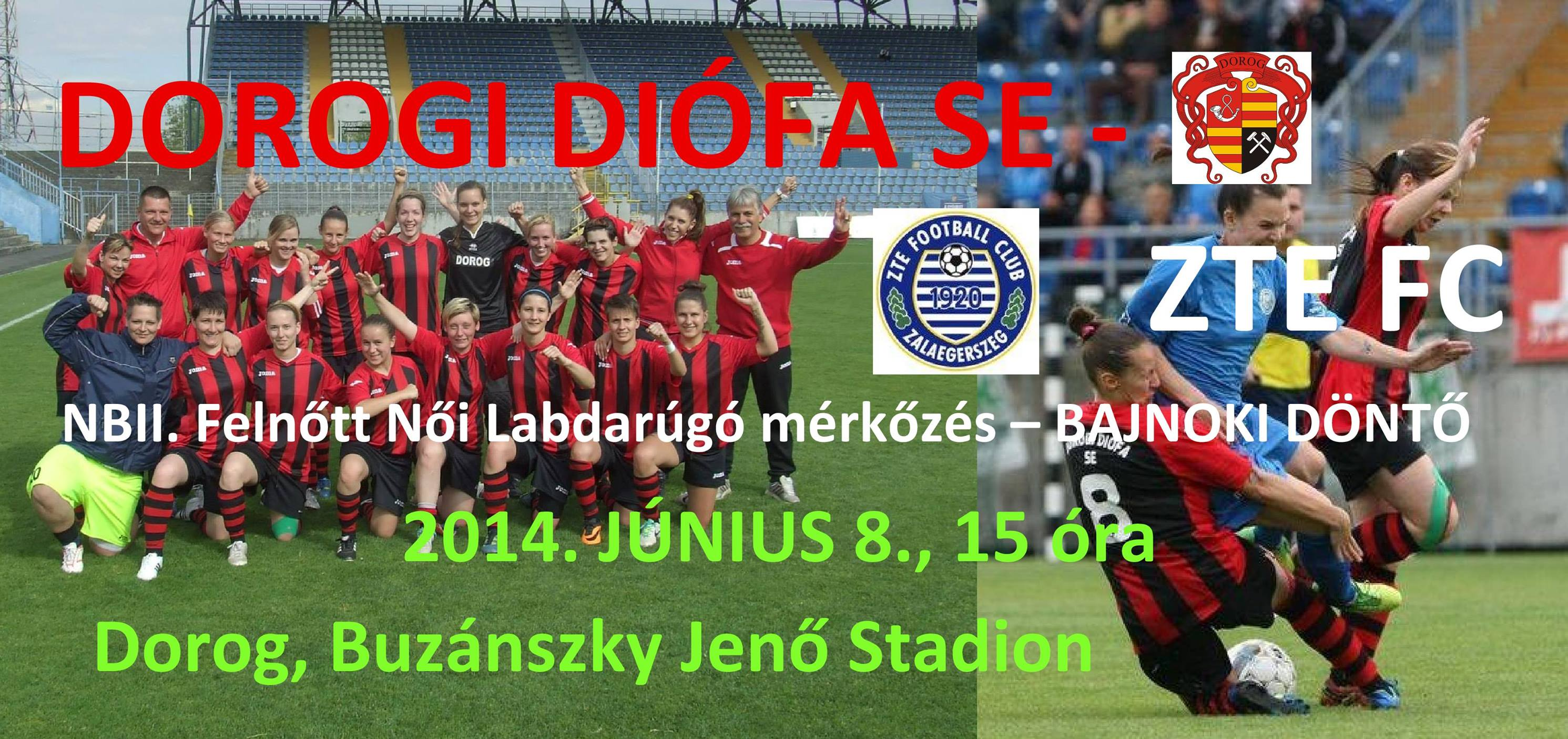
Az NB I-es osztályozó mérkőzés visszavágójának plakátja
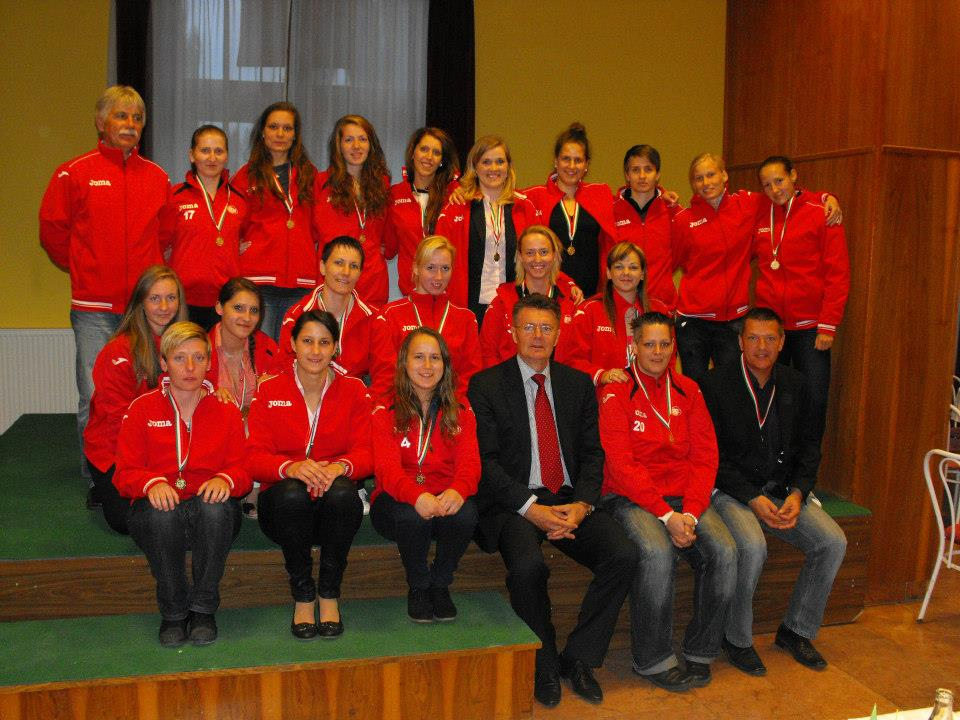
Az NB I-be jutott csapat a bajnoki érmekkel Tittmann János polgármester vendégségében